# ماريا سكاري
ماريا سكاري (باليونانية: Μαρία Σάκκαρη)‏ مواليد 25 يوليو 1995 في أثينا، هي لاعبة كرة مضرب يونانية بدأت مسيرتها كمحترفة سنة 2011 تلعب باليد اليمنى وتحتل حالياً المرتبة رقم. 131 (21 مارس 2016) في تصنيف رابطة محترفات كرة المضرب. أعلى تصنيف لها في الفردي كان المركز الـ 130 في سنة 2016. أعلى تصنيف لها في الزوجي كان 293.

## الخط الزمني للأداء
مفتاح
| ف | ن | ن.ن | ر.ن | د# | د.م | ل | أ.أ | ت | غ | ب | ف | ذ | م.خ | ل.ت |

(ف) فاز بالبطولة (ن) وصل النهائي (ن.ن) نصف النهائي (ر.ن) ربع النهائي (د#) الأدوار الأربعة الأولى (د.م) دور المجموعات (ل) شارك في كأس ديفيز (أ.أ) خرج من الأدوار الاولى (ت) خسر التصفيات التأهيلية (غ) غاب عن الحدث أو البطولة (ب) حصل على ميدالية برونزية (ف) حصل على ميدالية فضية (ذ) حصل على ميدالية ذهبية (م.خ) بطولة الماسترز خُفضت إلى مرتبة أقل (ل.ت) البطولة لم تعقد في السنة المعينة.
لتجنب الارتباك وازدواجية الحساب، يتم تحديث هذه المعلومات إما في نهاية البطولة، أو عندما تكون مشاركة اللاعب في البطولة قد انتهت.

### الفردي
| الدورة            | 2015 | 2016 | ف-خ |
| ----------------- | ---- | ---- | --- |
| أستراليا المفتوحة | غ    | د2   | 1–1 |
| فرنسا المفتوحة    | غ    |      | 0–0 |
| بطولة ويمبلدون    | غ    |      | 0–0 |
| أمريكا المفتوحة   | د1   |      | 0–1 |
| فوز-خسارة         | 0–1  | 1–1  | 1–2 |

## روابط خارجية
- ماريا سكاري على موقع رابطة محترفات التنس (الإنجليزية)
- ماريا سكاري على موقع الاتحاد الدولي لكرة المضرب (الإنجليزية)
- ماريا سكاري على موقع كأس بيلي جين كينغ (الإنجليزية)
- ماريا سكاري على موقع بطولة ويمبلدون (الإنجليزية)
- ماريا سكاري على موقع خلاصة التنس.كوم (الإنجليزية)
- ماريا سكاري على موقع إي إس بي إن.كوم (الإنجليزية)
- ماريا سكاري على موقع اللجنة الأولمبية الدولية (الإنجليزية)
- ماريا سكاري على موقع أوليمبيديا (الإنجليزية)